# AirPort-утилита
AirPort-утилита (англ. AirPort Utility) — служебная утилита для инсталляции и настройки Wi-Fi-точек беспроводного доступа AirPort Extreme, Time Capsule, AirPort Express, а также правил взаимодействия этих точек доступа с iPhone, iPod touch.
Выпущена фирмой Apple взамен утилиты AirPort Admin Utility.

## Хронология версий

### Mac OS X, Windows
- 5.3.1 (531.9) —
- 5.3.2 (532.8) — 11.06.2008
- 5.4.1 (541.9) — 03.03.2009
- 5.4.2 (xxx.xx) — 28.04.2009, 64-битная версия
- 5.4.2 (542.22) — 03.06.2009, 64-битная версия
- 5.4.2 (542.23) — 64-битная версия
- 5.5.1 (551.19) — 31.03.2010, 64-битная версия
- 5.5.2 (552.11) — 16.12.2010, 64-битная версия
- 5.5.3 (553.20) — 14.07.2011, 64-битная версия
- 6.0 (600.92) — 31.01.2012, 64-битная версия
- 6.1 (610.31) — 11.06.2012
- 6.2 (620.33) — Mac OS
- 6.3 (630.34) — 11.06.2013, 64-битная версия — Mac OS, поддержка стандарта 802.11ac[1]
- 6.3.1 (631.4) — 11.07.2013[2]
- 6.3.2 (632.3 — 22.10.2013
- 6.3.4 (634.17) — 25.08.2014, добавлена поддержка OS X 10.10

### iOS
- 1.0 (100.14) — 12.10.2011
- 1.1 — 11.06.2012
- 1.2 — 7.02.2013
- 1.3 (130.26) — 11.06.2013, поддержка стандарта 802.11ac
- 1.3.2 (132.22) — 18.09.2013
- 1.3.3 (133.6) — 04.11.2013, поддержка 64 бит
- 1.3.4 (134.22) — 17.09.2014, добавлена поддержка iOS 8

## Возможности
- Управление одной или несколькими точками доступа.
- С помощью утилиты можно подключаться к точке доступа и наблюдать за клиентами беспроводной сети, контролируя при этом: MAC-адрес; уровень сигнала; уровень шума; скорость передачи данных.
- Ведение подробного журнала всех сессий Wi-Fi.
- Поддержка протоколов: IPv6; Bonjour.
- Настройка точки доступа вручную или с помощью ассистента настройки.
- Настройка контроля доступа к беспроводной сети по времени и с использованием листа MAC-адресов.
- Настройка параметров протоколов защищённого доступа к сети: WEP; WPA; WPA2.
- Поддержка стандартов Wi-Fi: 802.11a, 802.11b, 802.11g, 802.11n, 802.11ac.
- Настройка параметров WAN/LAN-портов точки доступа (вручную или с использованием встроенного сервиса DHCP) при подключении точки к оператору связи.
- Управление, выбор и загрузка прошивок в выбранную точку доступа.
- Идентификация (выбор) точки доступа в вашей сети. При этом индикатор на выбранной точке доступа будет попеременно мигать жёлтым и зелёным цветом.
- Контроль работы выбранной точки доступа по цвету свечения индикатора на её передней панели.
- Восстановление настроек по умолчанию в выбранной точке доступа.
- Управление несколькими профилями конфигураций для нескольких точек доступа.
- Возможность добавления беспроводных клиентов к сети по PIN-у или с первой попытки.
- Полная поддержка русского языка во всех меню и подсказках интерфейса.

## Проблемы
В версии 551.19 пользователями отмечались проблемы с русификацией. Сообщение об ошибке.